# 勝目康
勝目 康（かつめ やすし、1974年〈昭和49年〉5月17日 - ）は、日本の政治家、元自治・総務官僚。自由民主党所属の衆議院議員（2期）、環境大臣政務官兼内閣府大臣政務官。

## 来歴
京都府京都市上京区で医院を開業する父の長男として生まれる。洛星中学・高等学校、東京大学法学部を卒業後、1997年に自治省（現：総務省）に入省。行政局公務員部給与課。同年8月、新潟県総務部地方課。フランスの日本大使館勤務や内閣官房副長官秘書官を経て、2017年より3年間京都府に出向し、府民生活部長、府総務部長を務めた。
2021年7月4日に総務省を退職。同日、引退を表明した自由民主党の伊吹文明衆議院議員の後継として次期衆院選に京都1区から立候補すると表明。同年10月31日の第49回衆議院議員総選挙で初当選した。ただし当選後に伊吹が所属していた志帥会（二階派）に所属せず、無派閥である。
2024年10月27日の第50回衆議院議員総選挙では、候補者が7人と乱立した影響で得票率は31.86%に留まったものの小選挙区で再選。
同年11月13日、第2次石破内閣にて環境大臣政務官兼内閣府大臣政務官に就任。

## 政策・主張

### 憲法問題
- 憲法改正について、2021年のアンケートで「賛成」と回答[11]。
- 憲法9条への自衛隊の明記について、2021年のアンケートで「賛成」と回答[12]。
- 改正すべき項目として「自衛隊の保持を明記する」「集団的自衛権の保持を明記する」「教育の充実に向けた環境整備を行う旨を明記する」「各都道府県から必ず1人は参議院議員を選出するよう明記する」「緊急事態に関する条項を新設する」と主張[13]。

### ジェンダー問題
- 選択的夫婦別姓制度の導入について、2021年のアンケートで「どちらかといえば反対」と回答[11]。
- 同性婚を可能とする法改正について、2021年のアンケートで「どちらかといえば反対」と回答[12]。
- 「LGBTなど性的少数者をめぐる理解増進法案を早期に成立させるべきか」との問題提起に対し、「どちらかといえば反対」と回答[11]。
- クオータ制の導入について、2021年のアンケートで「どちらかといえば反対」と回答[12]。

### その他
- 「原子力発電への依存度について今後どうするべきか」との問題提起に対し、2021年のアンケートで「下げるべき」と回答[12]。
- 「他国からの攻撃が予想される場合には敵基地攻撃もためらうべきではない」との問題提起に対し、「どちらかといえば賛成」と回答[11]。

## 不祥事

### 公職選挙法違反問題
2021年12月15日、京都府警は、衆院選で勝目の陣営の一員だった京都府議会議員の岸本裕一を公職選挙法違反の疑いで書類送検した。岸本は10月12日、衆院選期間中に有権者へ電話で投票を呼び掛ける選挙運動の報酬として、運動員3人に時給1000円を支払う約束をしたとされる。岸本は同日、京都府議会議員を辞職した他、自民党に離党届を提出し受理された。12月27日に京都区検は岸本を公選法違反の罪で略式起訴し、同日、京都簡易裁判所が罰金50万円の略式命令を出した。

## 所属団体・議員連盟
- 自民党たばこ議員連盟[16]

## 選挙歴
| 当落 | 選挙                   | 執行日         | 選挙区      | 政党       | 得票数    | 得票率 | 定数 | 得票順位 /候補者数 | 政党内比例順位 /政党当選者数 |
| ---- | ---------------------- | -------------- | ----------- | ---------- | --------- | ------ | ---- | ------------------ | ---------------------------- |
| 当   | 第49回衆議院議員総選挙 | 2021年10月31日 | 京都府第1区 | 自由民主党 | 8万6238票 | 40.40% | 1    | 1/3                | /                            |
| 当   | 第50回衆議院議員総選挙 | 2024年10月27日 | 京都府第1区 | 自由民主党 | 6万3057票 | 31.86% | 1    | 1/7                | /                            |